# Taviodes
Taviodes is een geslacht van vlinders van de familie spinneruilen (Erebidae), uit de onderfamilie Calpinae.

## Soorten
- T. congenita Hampson, 1926
- T. discomma Hampson, 1926
- T. excisa Hampson, 1926
- T. fulvescens Hampson, 1926
- T. javanica Roepke, 1954
- T. subjecta (Walker, 1865)
- T. tamsi Gaede, 1939
- T. virgata Griveaud & Viette, 1962